# Litchfield (Nueva York)
Litchfield es un pueblo ubicado en el condado de Herkimer en el estado estadounidense de Nueva York. En el año 2000 tenía una población de 1.453 habitantes y una densidad poblacional de 18.9 personas por km².

## Geografía
Litchfield se encuentra ubicado en las coordenadas 42°58′40″N 75°8′44″O / 42.97778, -75.14556.

## Demografía
Según la Oficina del Censo en 2000 los ingresos medios por hogar en la localidad eran de $42,404, y los ingresos medios por familia eran $48,750. Los hombres tenían unos ingresos medios de $30,163 frente a los $23,587 para las mujeres. La renta per cápita para la localidad era de $16,431. Alrededor del 9.7% de la población estaban por debajo del umbral de pobreza.